# Арто I де Форе

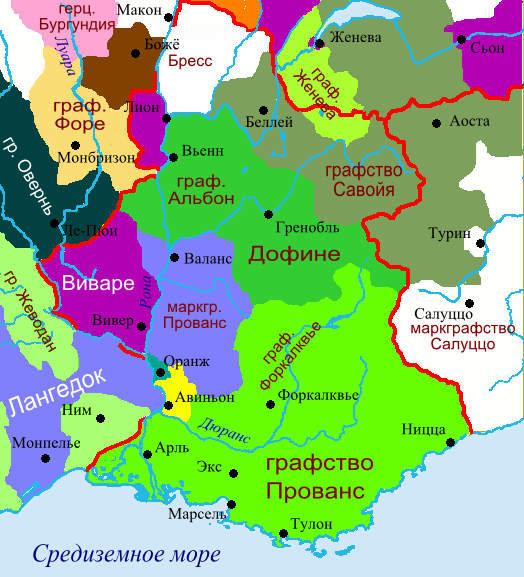
Графство Форе на карте Бургундии

Арто I (Artaud I) (ум. 960) — первый граф Форе.
Огюст Бернар (Auguste Bernard) пишет, что граф Лиона Гильом I в завещании разделил свои владения между сыновьями: старший, Гильом, получил Лионне, Арто — Форе, и Бернар (или Беро, или Жерар) — сеньорию Божоле.
Согласно тому же источнику, Арто I умер в 960 г., а его жену звали Тарезия.
Также Арто I упоминается в изданной в 1662 году книге Самюэля Гишнона (Samuel Guichenon) «Histoire de la Souverainté de Dombes», но годы деятельности отнесены на начало X века.
Оба вышеназванных источника говорят, что сына Арто I звали Жеро, он умер ок. 990 г., и был женат на некоей Гимбургис, от которой у него родилось шестеро детей.